# Tenuiphantes ancatus
Tenuiphantes ancatus là một loài nhện trong họ Linyphiidae.
Loài này thuộc chi Tenuiphantes. Tenuiphantes ancatus được miêu tả năm 1989 bởi Li & Zhu.